# 4928 Vermeer
A 4928 Vermeer (ideiglenes jelöléssel 1982 UG7) a Naprendszer kisbolygóövében található aszteroida. Ljudmila Georgijevna Karacskina fedezte fel 1982. október 21-én.